# Mikorowo
Mikorowo (Duits: Mickrow) is een plaats in het Poolse district  Bytowski, woiwodschap Pommeren. De plaats maakt deel uit van de gemeente Czarna Dąbrówka en telt 256 inwoners.